# Faux (Ardeny)
Faux – miejscowość i gmina we Francji, w regionie Grand Est, w departamencie Ardeny.
Według danych na rok 2008 gminę zamieszkiwało 55 osób, a gęstość zaludnienia wynosiła 17 osób/km².